# Kormos Gyula (bábművész)
Kormos Gyula (Budapest, 1957. augusztus 31. –) magyar bábművész, színész.

## Életpályája
Budapesten született, 1957. augusztus 31-én. A bábszínészképző Tanfolyamot 1977-ben végezte el, majd az Állami Bábszínház szerződtette. 1992-től, alapító tagja a Kolibri Színház társulatának, azóta a színház művésze. Glatz Ferenc, egykori művelődési miniszter 1990-ben Kormos Gyulát eredményes művészi munkájáért miniszteri dicséretben részesítette. 1993-ban és 2000-ben is megkapta a társulat díját (Kolibri Úr).

## Fontosabb színházi szerepeiből
- Petőfi Sándor – Szilágyi Dezső: János vitéz... János vitéz
- Arany János – Jékely Zoltán: Toldi... Toldi Miklós
- Arany János – Gáli József: Rózsa és Ibolya... Rózsa, földi királyfi
- Alekszej Konsztantyinovics Tolsztoj – Boriszova – Jékely Zoltán: Fajankó kalandjai... Kandúr
- Lengyel Menyhért: Az árny... Vámos
- Pozsgai Zsolt: Bakkfy és a csúnya királykisasszony... Blekendvájt; Bömbölde király
- Zalán Tibor: A rút kiskacsa... Gácsér; Hattyú; Nagygácsér; Sárgalábú kakaska
- Szőcs Géza: Ki lopta el a népet?... Biberach; Csausz; Franz Kafka; II. Lajos; John Smith; kortes; költő; magyar úr; orosz dzsidás; várkapitány; zsandár
- Hugh Lofting – Békés Pál: Dr. Dolittle cirkusza... Dr. Dolittle
- Alekszandr Szergejevics Puskin: Don Juan kővendége... Leporello
- William Shakespeare – William Rowley: Merlin születése, avagy a gyermek meglelte atyját... Bohóc
- Szomory Dezső: Incidens az Ingeborg hangversenyen... Riporter

## Filmek, tv
- Forgách András: Tercett
- A bajusz
- A fülemile
- Sobri, ponyvafilm (2002)

## Díjai, elismerései
- Balajthy Andor vándorgyűrű (1982)[1]
- Miniszteri dicséret (1990)
- Kolibri Úr (1993; 2000)